# Rathaus-Center Ludwigshafen
Das 1979 eröffnete Rathaus-Center Ludwigshafen gehörte zu den Wahrzeichen der Stadt Ludwigshafen am Rhein und bestand aus einem 72 Meter hohen Verwaltungsbau, in welchem das Rathaus der Stadt sowie ein Einkaufszentrum und Parkhaus untergebracht waren. Das Rathaus-Center war neben dem zwischen 2013 und 2014 abgerissenen 101,63 m hohen Friedrich-Engelhorn-Hochhaus der BASF das zweithöchste Gebäude der Stadt Ludwigshafen und entstand nach einem Entwurf des Bonner Architekten Ernst van Dorp, der zuvor siegreich aus einem Wettbewerb hervorgegangen war.

## Lage und Einrichtungen

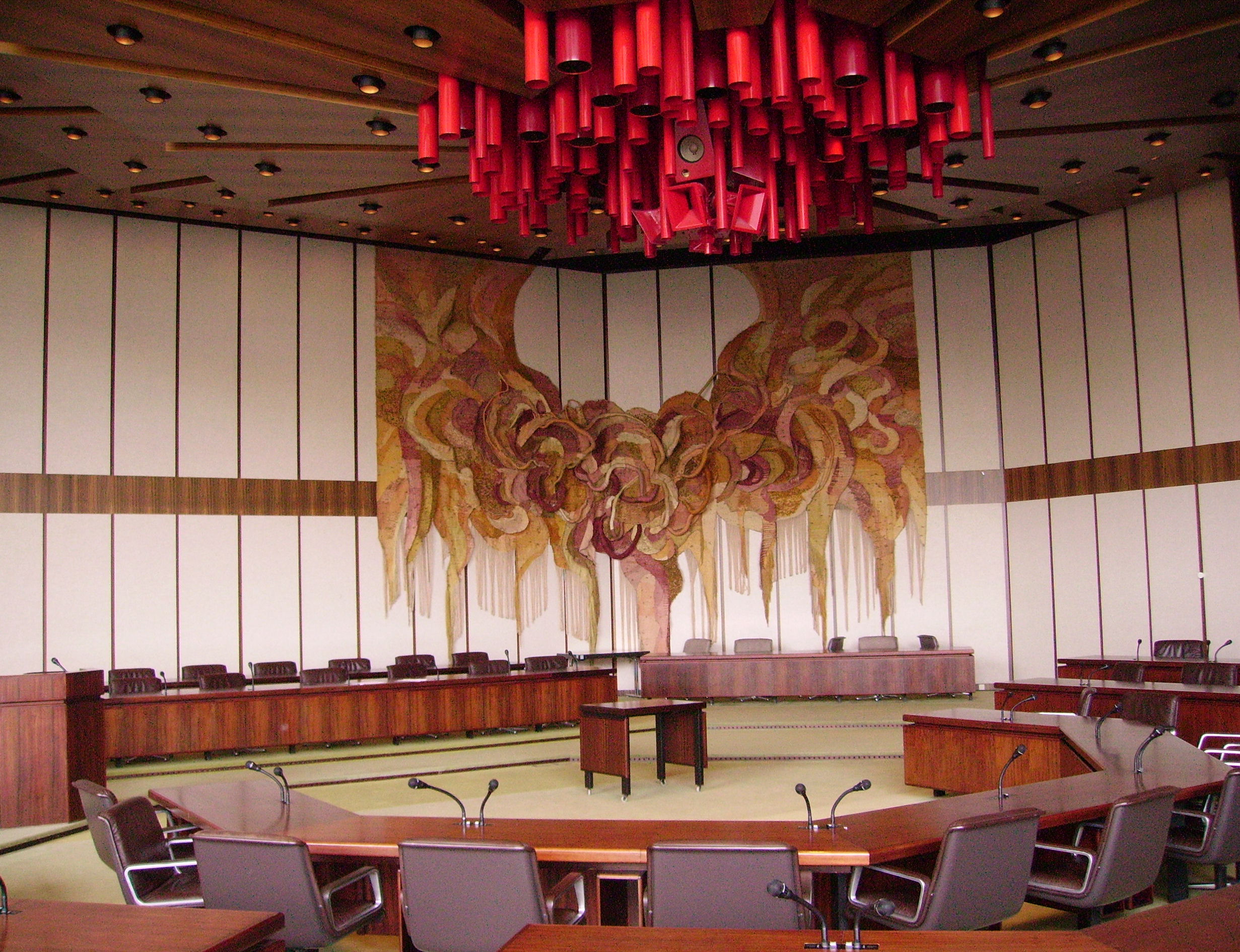
Rathaussaal mit Teppich Pulsation von Jiri Tich

Das Rathaus-Center befand sich am nördlichen Ende der Fußgängerzone an der Stelle des ehemaligen Ludwigshafener Hauptbahnhofes, der im Zuge des Projekts Visitenkarte abgerissen und durch den neuen Ludwigshafener Hauptbahnhof an einem anderen Standort ersetzt wurde. Das Rathaus-Center stellte den so genannten „Nordpol“ der Ludwigshafener Innenstadt dar, der durch die Fußgängerzone mit dem später entstandenen „Südpol“ im Walzmühle-Center verbunden war. Im ersten Obergeschoss des Rathaus-Centers befand sich der Rathaussaal und eine Kantine für städtische Bedienstete und Gäste sowie das 1984 eröffnete Stadtmuseum Ludwigshafen mit einer Dauerausstellung zur 150-jährigen Stadtgeschichte und wechselnden Sonderausstellungen.

## Fakten zum Einkaufszentrum
Das Einkaufscenter wurde seit 1981 von der ECE Projektmanagement GmbH betrieben. Im Rathaus-Center befanden sich bis zu 75 Geschäfte auf einer Verkaufsfläche von ca. 28.000 m². Das Gesamteinzugsgebiet des Rathaus-Centers umfasste 939.037 Einwohner. Täglich wurde das Einkaufszentrum von durchschnittlich 34.390 Besuchern frequentiert, die Anzahl der Beschäftigten lag bei 800 Mitarbeitern. Der Branchenmix der Geschäfte wurde dominiert von Hartwaren und Textilien, aber auch Schuhe und Leder sowie Lebensmittel nahmen einen großen Teil der Fläche ein.
Im Einkaufszentrum befand sich nach der Schließung des Kaufhofes auch ein türkisches Yimpaş-Kaufhaus, das nach kurzer Zeit bereits wieder geschlossen wurde und sich im Nachhinein als ein zu betrügerischen Zwecken gegründetes Unternehmen erwies. Das Sortiment war ausgerichtet auf gläubige Muslime. Die „Yimpaş Verwaltungs GmbH“ sammelte 2001 in Deutschland Anlegergelder in Höhe von 293 Millionen Mark und meldete am 31. Juli 2002 Konkurs an.
Im September 2021 waren noch 21 Geschäfte vermietet. Das Einkaufszentrum wurde zum 1. Januar 2022 dauerhaft geschlossen.

## Straßenbahnhaltestelle
Unter dem Rathaus-Center befindet sich die zweigeschossige Straßenbahnhaltestelle „Rathaus“ der RNV. Die Anlage wurde im Zuge des Anfang der 1970er Jahre geplanten und begonnenen, aber letztlich nicht verwirklichten Baus einer U-Bahn in Ludwigshafen und Mannheim errichtet und weist insofern einige bauliche Besonderheiten auf. So befinden sich in der oberen Bahnsteigebene, die von den Linien Richtung BASF und Oppau sowie Mannheim-Handelshafen via Kurt-Schumacher-Brücke bedient wird, zwei ungenutzte Außengleise. Diese sollten ursprünglich zusammen mit den beiden mittleren Gleisen in einen Tunnel münden, der vom Rathaus unter der Bismarckstraße zum Berliner Platz geplant war. Der dafür vorgesehene Tunnelstutzen ist am südlichen Ende der Haltestelle noch zu erkennen. Die statt des Tunnels zunächst als Provisorium angelegte Ausfahrt in Richtung Ludwigstraße führt unmittelbar hinter dem Ende der Bahnsteighalle durch die östliche Seitenwand des Bauwerks und weist daher sehr enge Bogenradien auf. Um den dadurch entstehenden Lärm durch das Quietschen der Räder zu verringern, ist dort eine Gleisbefeuchtungsanlage installiert. Weiterhin führen die Rolltreppen von der Verteilerebene zum Bahnsteig nicht ganz bis auf dessen Niveau hinunter, sondern enden auf einem um wenige Stufen erhöhten Podest. Dies geschah als Vorbereitung für die später vorgesehene Erhöhung der Bahnsteige im Zuge der seinerzeit geplanten Umstellung des Straßenbahnnetzes auf U-Bahn-Betrieb mit hochflurigen Fahrzeugen.
Die Haltestelle wurde 2011 täglich von 10.000 Fahrgästen genutzt.
Die untere Bahnsteigebene ist seit Dezember 2008 nicht mehr in Betrieb. Sie kreuzte die obere Bahnsteigebene in rechtem Winkel und besaß zwei Bahnsteiggleise mit Seitenbahnsteigen und wurde zuletzt nur noch während der Hauptverkehrszeiten von Zügen der Linie 12 in der Relation Rheingönheim – Ludwigshafen Hauptbahnhof – Danziger Platz – Rathaus – BASF – Oppau bedient. Auch dort wurden am Ende der Rolltreppen entsprechende Podeste eingebaut, um eine spätere Erhöhung der Bahnsteige für hochflurige U-Bahn-Züge zu ermöglichen. Zudem befand sich in der unteren Ebene noch bis September 2019 ein Stellwerk für die Straßenbahn Ludwigshafen.

## Abriss
Im April 2019 kaufte die Stadt Ludwigshafen das Einkaufszentrum Rathaus-Center, um es Ende 2021 zu schließen. Die Kaufsumme lag bei rund 42,9 Millionen Euro – mit Grunderwerbssteuer und Notarkosten waren es rund 46 Millionen Euro. Erhebliche Mängel in der Brandschutz- und Gebäudetechnik konnten die Betriebssicherheit des in die Jahre gekommenen Gebäudes nicht mehr gewährleisten. Ein von der Stadt Ludwigshafen beauftragtes Planungsbüro stellte fest, dass eine Sanierung teurer als ein Abriss und Neubau gewesen wäre. Für den schon seit Jahren leerstehenden Rathausturm waren die Sanierungskosten zuvor auf 300 Millionen Euro geschätzt worden. Im September 2020 beschloss der Ludwigshafener Stadtrat daher den Abriss des Rathaus-Centers, um Platz für eine neue Stadtstraße zu schaffen. Die geplante ebenerdige Stadtstraße, die sogenannte Helmut-Kohl-Allee, soll ab 2032 die marode Hochstraße Nord ersetzen und die Lücke zwischen Kurt-Schumacher-Brücke und Autobahn schließen. 
 Der Abriss des Rathaus-Centers sollte ursprünglich bis Ende 2024 abgeschlossen sein und 51,7 Millionen Euro kosten. Die Stadt Ludwigshafen schätzte die Kosten für den Abriss zwischenzeitlich auf 80 Millionen Euro. Der Abriss des Rathaus-Centers begann zunächst mit dem Abbau der gläsernen Außenfassade, welcher bis Ende 2024 abgeschlossen wurde. Die einzelnen Elemente der Außenfassade waren bis zu 6,40 Meter lang, 1,20 Meter hoch und 300 Kilo schwer. Das ehemalige Einkaufscenter sowie das ehemalige Parkhaus sind mittlerweile größtenteils abgerissen. Die so gewonnene frei Fläche bietet Platz für Spezialbagger, die den Rathausturm von oben abtragen sollen. Es wird davon ausgegangen, dass der Abriss des Rathauses bis zum Frühjahr 2026 abgeschlossen und weniger als die geplanten 80 Millionen Euro kosten wird.